# Privatno sveučilište
Privatno sveučilište jest sveučilište kojim ne upravlja, nije u vlasništvu niti ga institucionalno financiraju vlade. Oni mogu (i često to i rade) od države primati porezne olakšice, javne studentske zajmove i potpore. Ovisno o svojoj lokaciji, privatna sveučilišta mogu podlijegati državnoj regulativi. Privatna sveučilišta mogu se usporediti s javnim sveučilištima. Mnoga su privatna sveučilišta neprofitne organizacije.